# Buysscheure
Buysscheure é uma comuna francesa na região administrativa de Altos da França, no departamento do Norte. Estende-se por uma área de 6.15 km². Em 2010 a comuna tinha 600 habitantes (densidade: 97,6 hab./km²).